# Liste der Biografien/Nav
Liste der Biografien |
Portal Biografien |
Personensuche
# |
A |
B |
C |
D |
E |
F |
G |
H |
I |
J |
K |
L |
M |
N |
O |
P |
Q |
R |
S |
T |
U |
V |
W |
X |
Y |
Z |
?
 
Na |
Nb |
Nc |
Nd |
Ne |
Nf |
Ng |
Nh |
Ni |
Nj |
Nk |
Nl |
Nm |
Nn |
No |
Nr |
Ns |
Nt |
Nu |
Nv |
Nw |
Nx |
Ny |
Nz
 
Naa |
Nab |
Nac |
Nad |
Nae |
Naf |
Nag |
Nah |
Nai |
Naj |
Nak |
Nal |
Nam |
Nan |
Nao |
Nap |
Naq |
Nar |
Nas |
Nat |
Nau |
Nav |
Naw |
Nax |
Nay |
Naz
Die Liste der Biografien führt alle Personen auf, die in der deutschsprachigen Wikipedia einen Artikel haben. Dieses ist eine Teilliste mit 214 Einträgen von Personen, deren Namen mit den Buchstaben „Nav“ beginnt.

## Nav
- Nav (* 1989), kanadischer Rapper, Musikproduzent und Songwriter

### Nava
- Nava Elkin, Amanda (* 1998), mexikanische Tennisspielerin
- Nava Rojas, Nicolás Gregorio (* 1963), venezolanischer Geistlicher, römisch-katholischer Bischof von Machiques
- Nava, Abraham (* 1964), mexikanischer Fußballspieler
- Nava, Antonio († 1826), italienischer Gitarrist, Komponist und Musikpädagoge
- Nava, Eduardo (* 1997), US-amerikanischer Tennisspieler
- Nava, Emilio (* 2001), US-amerikanischer TennisspielerEmilio Nava (* 2001)

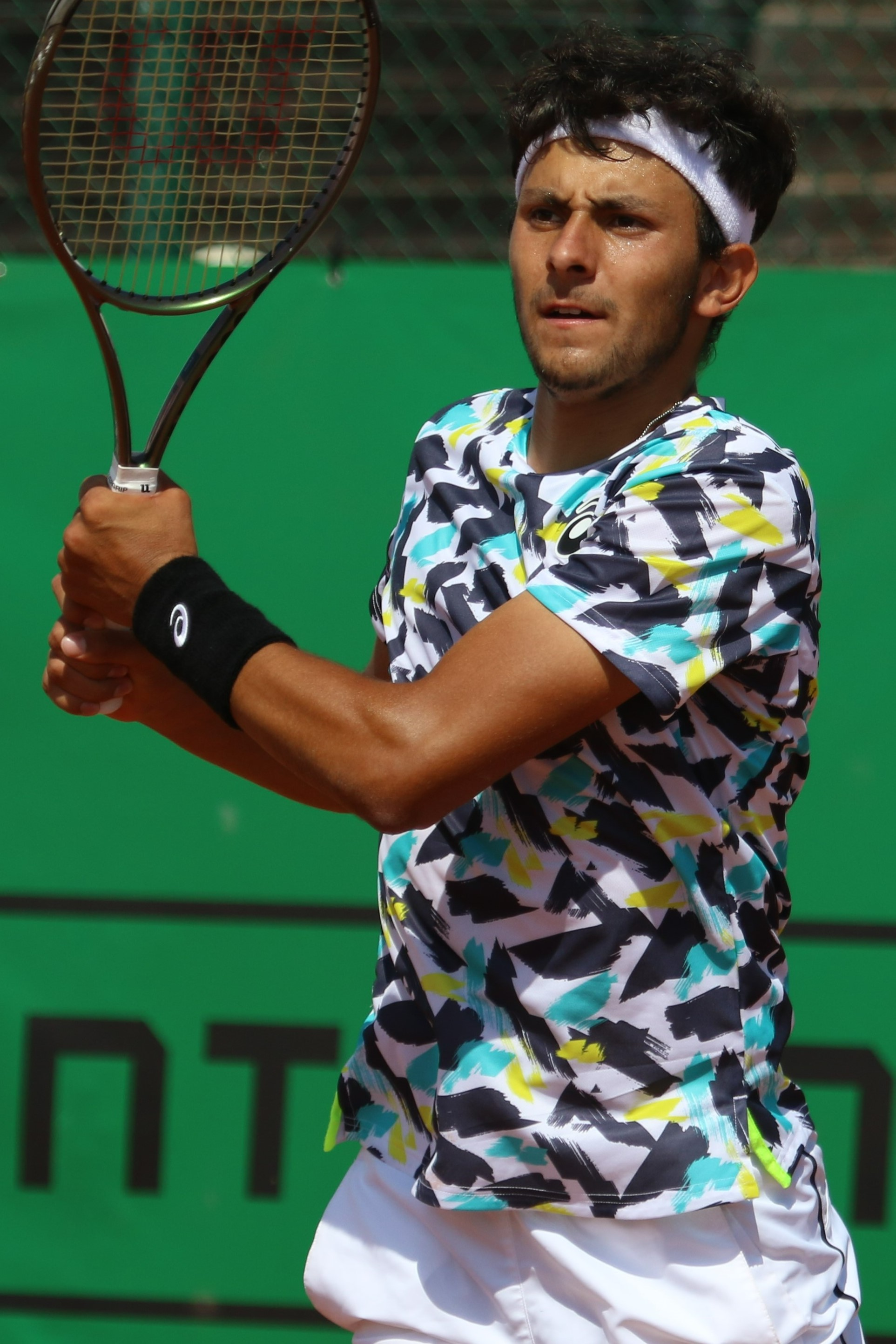
Emilio Nava (* 2001)

- Nava, Gaetano (1802–1875), italienischer Musikpädagoge und Komponist
- Nava, Goran (* 1981), serbischer Leichtathlet
- Nava, Gregory (* 1949), US-amerikanischer Filmregisseur, Drehbuchautor und Filmproduzent
- Nava, Horacio (* 1982), mexikanischer Geher
- Nava, Jake, britischer Musikvideo-Regisseur
- Nava, John (* 1978), venezolanischer Straßenradrennfahrer
- Nava, José Alejandro (* 1979), mexikanischer Fußballspieler
- Nava, Julio (* 1989), mexikanischer Fußballspieler
- Nava, Luis Miguel (1957–1995), portugiesischer Dolmetscher und Schriftsteller
- Nava, Mariella (* 1960), italienische Sängerin
- Nava, Mario (* 1966), italienischer EU-Beamter und Generaldirektor
- Nava, Michael (* 1954), US-amerikanischer Schriftsteller und Rechtsanwalt
- Nava, Pier Luigi (* 1953), italienischer Ordenspriester und Kurienmitarbeiter
- Navab, Nassir (* 1960), deutscher Computeringenieur und Hochschulprofessor
- Navagero, Andrea (1483–1529), italienischer Humanist und Dichter
- Navagero, Bernardo (1507–1565), italienischer Geistlicher, Kardinal der katholischen Kirche
- Navai, Ramita (* 1973), britische Journalistin
- Navaitis, Gediminas (* 1948), litauischer Psychologe, Psychotherapeut und Politiker
- Naval, Franz (1865–1939), österreichischer Opernsänger (Lyrischer Tenor)
- Navapan Thianchai (* 2003), thailändischer Fußballspieler
- Navara, David (* 1985), tschechischer Schachgroßmeister der WelteliteDavid Navara (* 1985)

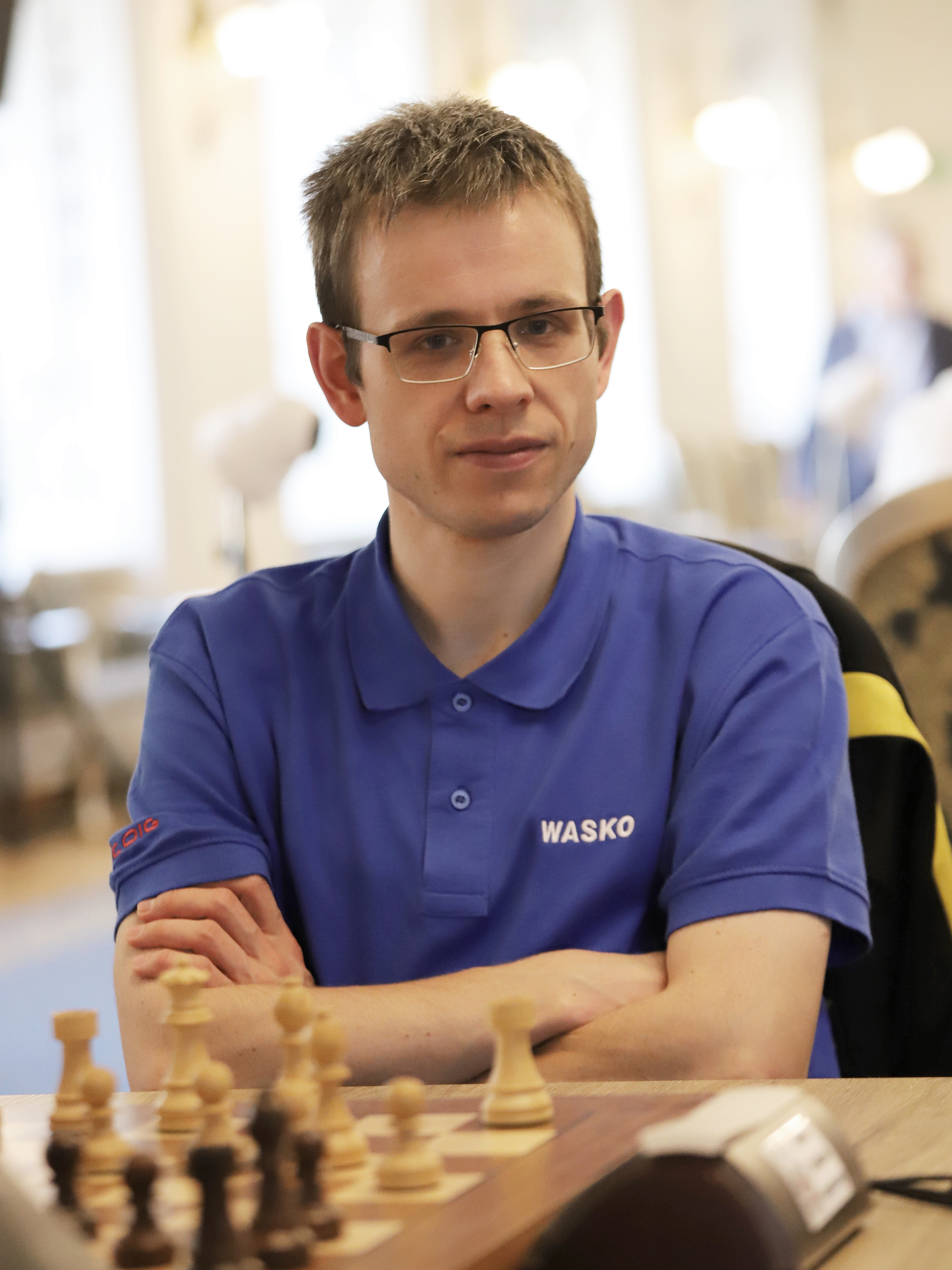
David Navara (* 1985)

- Navardauskas, Ramūnas (* 1988), litauischer Radrennfahrer
- Navarin, Björn (* 1975), deutscher Handballspieler und -trainer
- Navarová, Zuzana (1959–2004), tschechische Sängerin, Musikerin und Komponistin
- Navarra y Rocafull, Melchor de (1626–1691), Vizekönig von Peru
- Navarra, André (1911–1988), französischer Cellist
- Navarra, Enrique (1905–1994), argentinischer Karambolagespieler und Weltmeister
- Navarra, Michele (1905–1958), italienischer Arzt und Mitglied der MafiaMichele Navarra (1905–1958)

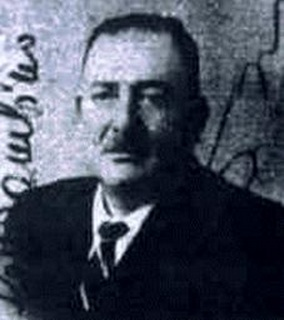
Michele Navarra (1905–1958)

- Navarre, Élodie (* 1979), französische Schauspielerin
- Navarre, Henri (1898–1983), französischer General im Indochinakrieg
- Navarre, Henri Édouard (1885–1971), französischer Bildhauer
- Navarre, Isabel de (* 1956), deutsche Eiskunstläuferin
- Navarre, Louis-André (1836–1912), französischer Geistlicher
- Navarre, Marie-Geneviève (1737–1795), französische Malerin des Klassizismus
- Navarre, René (1877–1968), französischer Schauspieler
- Navarre, Yves (1940–1994), französischer Schriftsteller
- Navarrete López, Jorge Eduardo (* 1940), mexikanischer Botschafter
- Navarrete Tejero, Rodolfo (* 1938), mexikanischer Botschafter
- Navarrete, Daniel (* 2001), chilenischer Fußballspieler
- Navarrete, Emanuel (* 1995), mexikanischer Boxer im Superbantamgewicht
- Navarrete, Esther (* 1990), spanische Langstreckenläuferin
- Navarrete, Federico (* 1964), mexikanischer Historiker
- Navarrete, Javier (* 1956), spanischer Komponist
- Navarrete, József (* 1965), ungarischer Säbelfechter
- Navarrete, Juan Hernandez (* 1987), mexikanischer Boxer im Fliegengewicht
- Navarrete, Rolando (* 1957), philippinischer Boxer
- Navarrete, Segundo (* 1985), ecuadorianischer Radrennfahrer
- Navarrete, Sergio (1925–2011), chilenischer Skirennläufer
- Navarrete, Urbano (1920–2010), spanischer Geistlicher und Jesuit, römisch-katholischer Theologe, Universitätsprofessor, Rektor
- Navarrete, Ximena (* 1988), mexikanische SchönheitsköniginXimena Navarrete (* 1988)

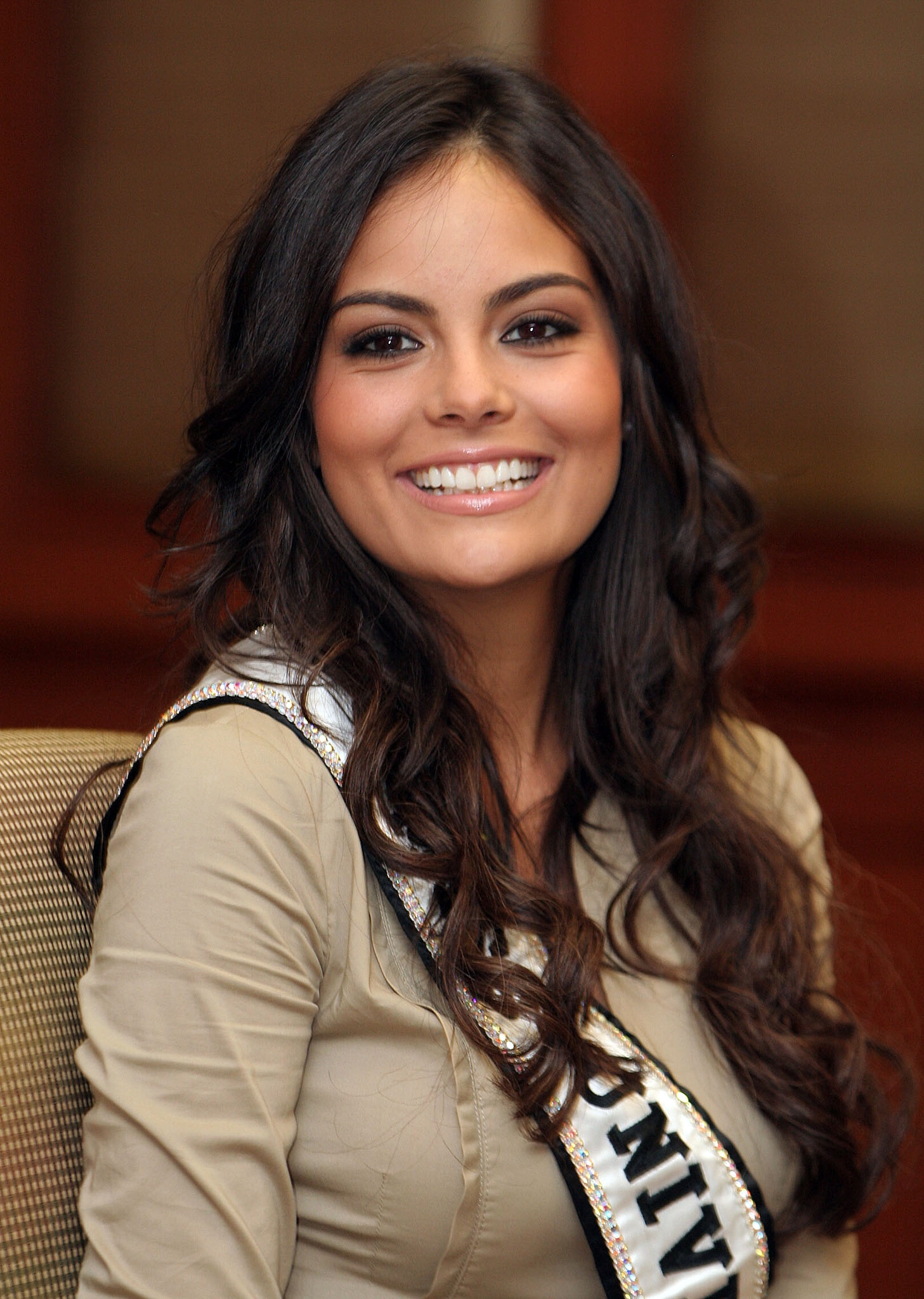
Ximena Navarrete (* 1988)

- Navarria, Mara (* 1985), italienische Degenfechterin
- Navarro Baldeweg, Juan (* 1939), spanischer Architekt und Maler
- Navarro Carranza, Francisco Octavio (1902–1967), mexikanischer Botschafter
- Navarro Castellanos, Juan (* 1945), mexikanischer Geistlicher, emeritierter römisch-katholischer Bischof von Tuxpan
- Navarro Castro, Nicolás (* 1963), mexikanischer Fußballspieler
- Navarro De Anda, Ramiro (1943–2008), mexikanischer Fußballspieler
- Navarro García de Valladares, Diego José (1708–1784), kastilischer Gouverneur von Kuba
- Navarro García, Borja (* 1990), spanischer Fußballspieler
- Navarro Morán, Fernando (* 1989), mexikanischer Fußballspieler
- Navarro Morenes, José (1897–1974), spanischer Springreiter
- Navarro Oliva, Maria Fernanda (* 1996), mexikanische Tennisspielerin
- Navarro Pérez, José Ramón (* 1971), spanischer Biathlet
- Navarro Ramírez, Juan (1912–1970), mexikanischer Geistlicher, Bischof von Ciudad Altamirano
- Navarro Rodríguez, Javier (* 1949), mexikanischer Geistlicher, römisch-katholischer Bischof von Zamora
- Navarro Tomás, Tomás (1884–1979), spanischer Romanist, Hispanist und Phonetiker
- Navarro, Agustín (1926–2001), spanischer Filmregisseur und Drehbuchautor
- Navarro, Álvaro (* 1985), uruguayischer Fußballspieler
- Navarro, Andrés (1938–2021), spanischer Boxer
- Navarro, Ángel María (1870–1951), honduranischer römisch-katholischer Geistlicher, Bischof von Santa Rosa de Copán
- Navarro, Aquiles, panamaischer Jazzmusiker (Trompete)
- Navarro, Christian (* 1991), US-amerikanischer Schauspieler puerto-ricanischer Abstammung
- Navarro, Daniel (* 1983), spanischer Radrennfahrer
- Navarro, Dave (* 1967), US-amerikanischer Gitarrist
- Navarro, David (* 1980), spanischer Fußballspieler
- Navarro, Emma (* 2001), US-amerikanische TennisspielerinEmma Navarro (* 2001)

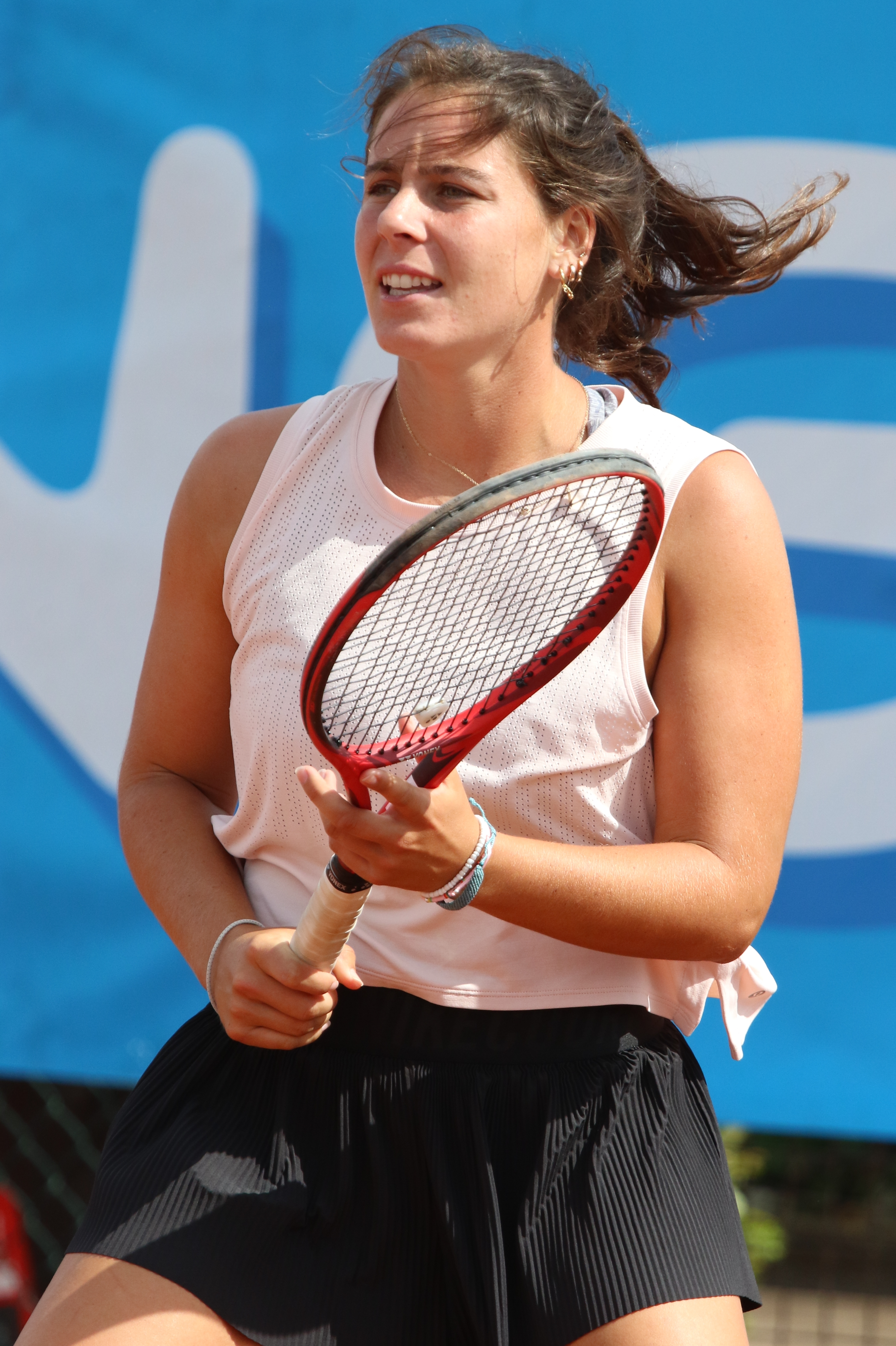
Emma Navarro (* 2001)

- Navarro, Esteban (* 1965), spanischer Krimi-Autor
- Navarro, Eva (* 2001), spanische Fußballspielerin
- Navarro, Fabian (* 1990), deutscher Autor und Poetry-Slammer
- Navarro, Fats (1923–1950), US-amerikanischer Jazztrompeter
- Navarro, Federico (* 2000), argentinischer Fußballspieler
- Navarro, Félix (* 1953), kubanischer Dissident
- Navarro, Fernando (1935–2000), chilenischer Fußballspieler
- Navarro, Fernando (* 1982), spanischer Fußballspieler
- Navarro, Fernando A. (* 1962), spanischer Arzt und Linguist
- Navarro, Guillermo (* 1955), mexikanischer Kameramann und Fernsehregisseur
- Navarro, Iván (* 1981), spanischer Tennisspieler
- Navarro, Javi (* 1974), spanischer Fußballspieler
- Navarro, Joe (* 1953), US-amerikanischer früherer Agent und AgentenführerJoe Navarro (* 1953)

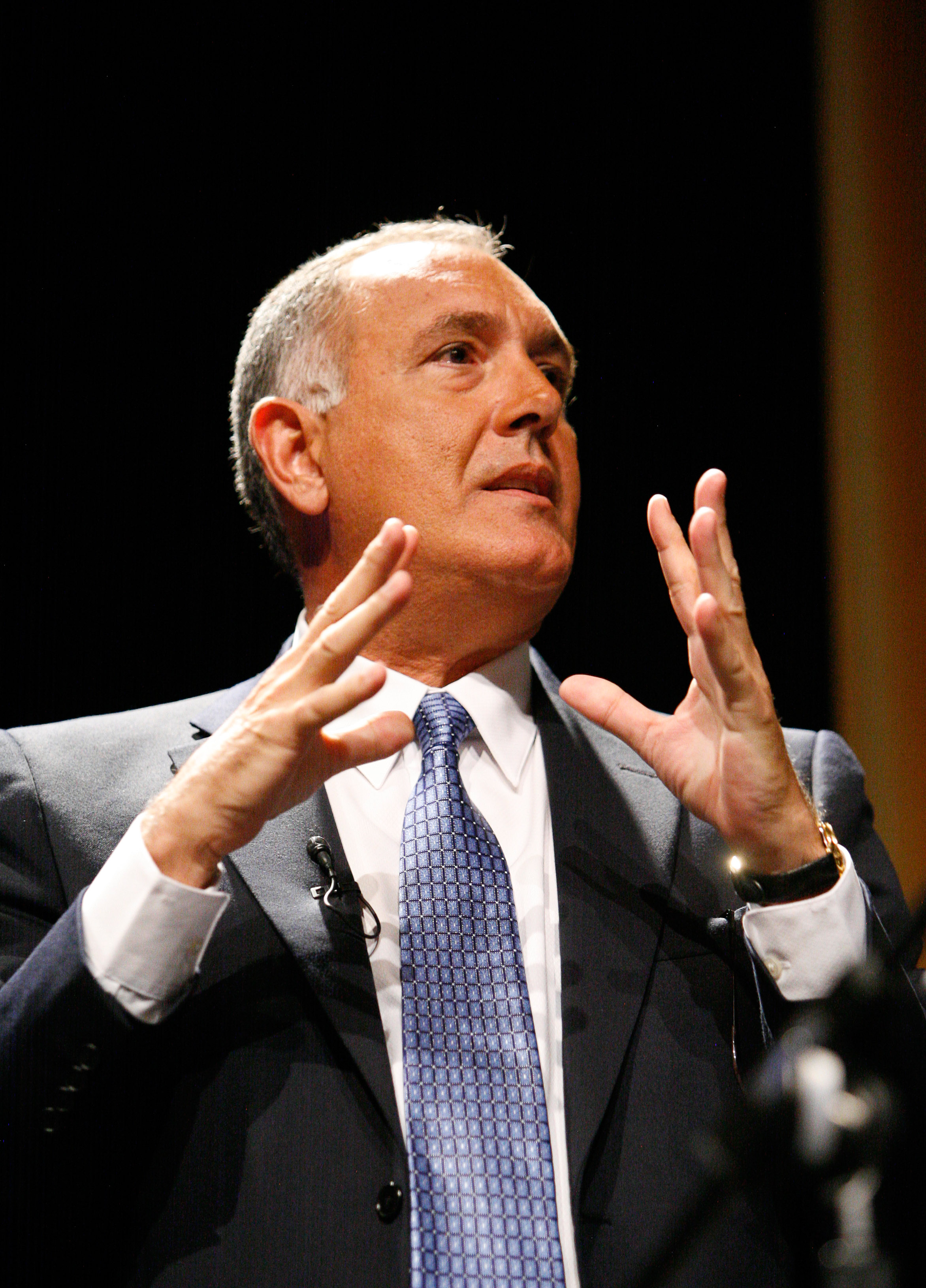
Joe Navarro (* 1953)

- Navarro, Jorge (* 1996), spanischer Motorradrennfahrer
- Navarro, José Luis (* 1962), spanischer Radrennfahrer
- Navarro, Juan Carlos (* 1980), spanischer Basketballspieler
- Navarro, Julia (* 1953), spanische Schriftstellerin
- Navarro, Julio (* 1962), argentinischer Astrophysiker
- Navarro, Leonardo, mexikanischer Fußballspieler
- Navarro, Lorena (* 2000), spanische Fußballspielerin
- Navarro, Manel (* 1996), spanischer Sänger
- Navarro, Margaret (* 2004), US-amerikanische Tennisspielerin
- Navarro, Mariette (* 1980), französische Schriftstellerin
- Navarro, Miguel (1929–2022), spanischer Leichtathlet
- Navarro, Néstor Hugo (* 1934), argentinischer Geistlicher, Altbischof von Alto Valle del Río Negro
- Navarro, Nicolás (* 1985), argentinischer Fußballtorhüter
- Navarro, Nicolas (* 1991), französischer Leichtathlet
- Navarro, Nicolás Eugenio (1867–1960), venezolanischer römisch-katholischer Geistlicher, Weihbischof in Caracas
- Navarro, Nieves (* 1938), spanische Schauspielerin
- Navarro, Paquito (* 1989), spanischer Padelspieler
- Navarro, Pedro (1460–1528), spanischer Militärkommandant und Ingenieur
- Navarro, Pedro (* 2001), chilenischer Fußballspieler
- Navarro, Pepe (* 1951), spanischer Moderator, Journalist, Produzent und Autor
- Navarro, Peter (* 1949), US-amerikanischer Ökonom und PublizistPeter Navarro (* 1949)

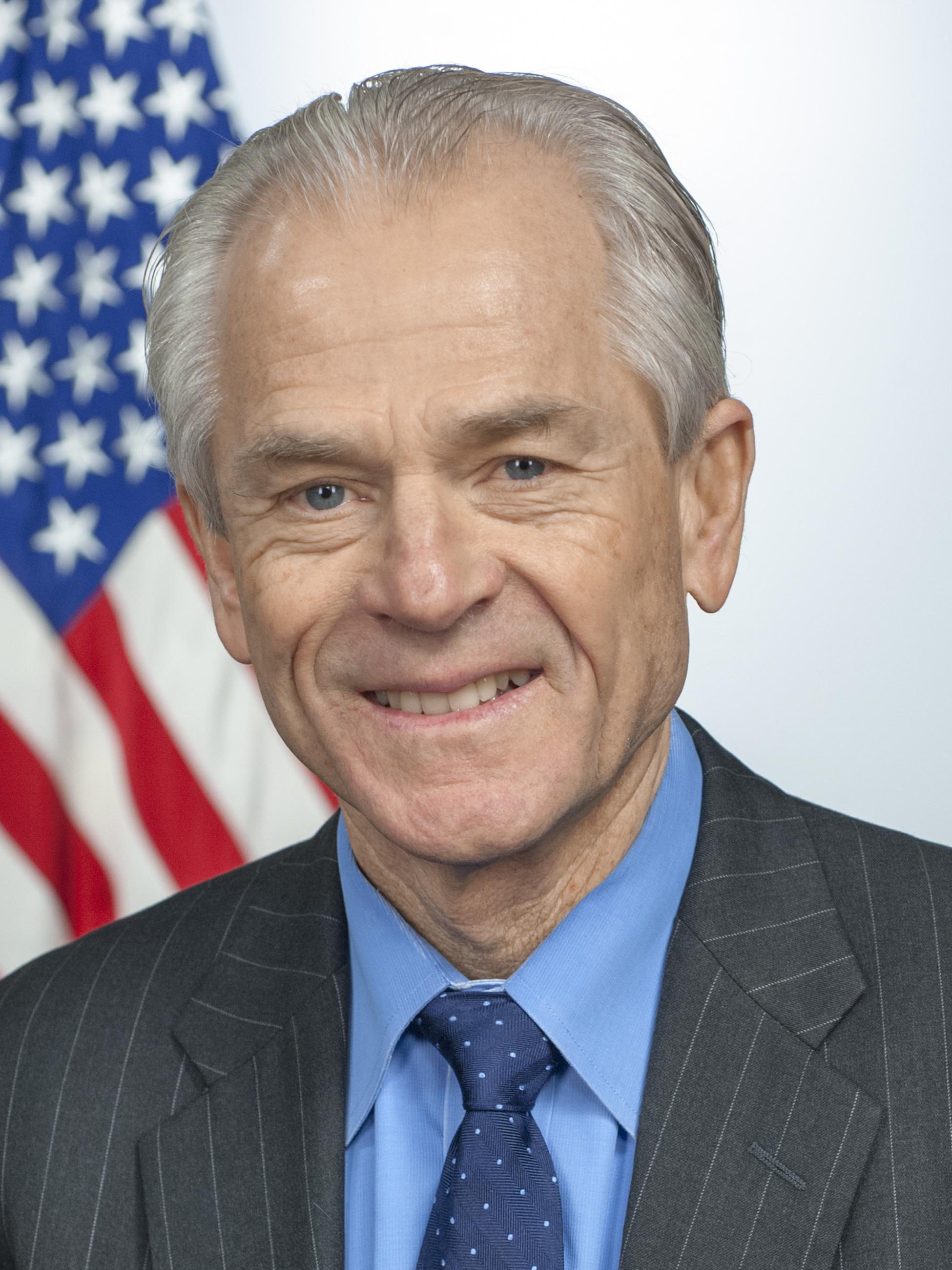
Peter Navarro (* 1949)

- Navarro, Rizalino (1938–2011), philippinischer Manager und Politiker
- Navarro, Robert (* 1952), französischer Politiker (PS), MdEP
- Navarro, Robert (* 2002), spanischer Fußballspieler
- Navarro, Rubén (* 1978), spanischer Fußballspieler
- Navarro, Rubén Marino (1933–2003), argentinischer Fußballspieler
- Navarro, Salvador (1950–2004), mexikanischer Fußballspieler
- Navarro, Sergio (* 1936), chilenischer Fußballspieler
- Navarro, Silvia (* 1978), mexikanische Fernsehschauspielerin
- Navarro, Silvia (* 1979), spanische Handballspielerin
- Navarro, Tino (* 1954), portugiesischer Filmproduzent und Schauspieler
- Navarro, Ximo (* 1990), spanischer Fußballspieler
- Navarro-Valls, Joaquín (1936–2017), spanischer Journalist und Mediziner
- Navarsete, Liv Signe (* 1958), norwegische Politikerin, Mitglied des Storting
- Navás Ferrer, Longinos (1858–1938), spanischer Jesuit und Entomologe
- Navas, Allanis (* 2002), puerto-ricanische Beachvolleyballspielerin
- Navas, César (* 1980), spanischer Fußballspieler
- Navas, Clarisa (* 1989), argentinische Filmregisseurin und Drehbuchautorin
- Navas, David (* 1974), spanischer Radrennfahrer
- Navas, Erika (* 1959), österreichische Kostümbildnerin
- Navas, Filiberto (1892–1988), mexikanischer Sportler
- Navas, Jesús (* 1985), spanischer FußballspielerJesús Navas (* 1985)

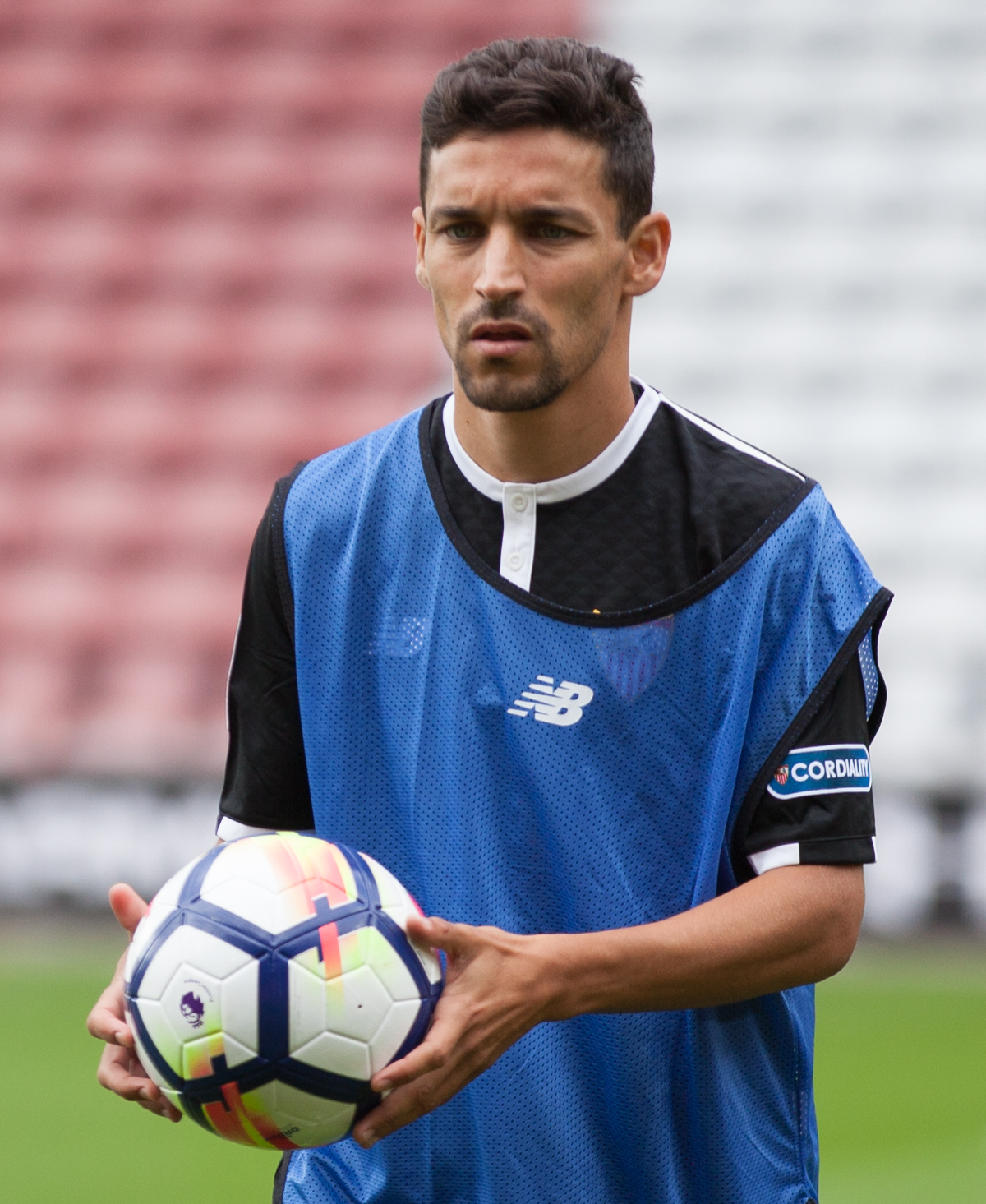
Jesús Navas (* 1985)

- Navas, Karla (* 2004), panamaische Turnerin
- Navas, Keylor (* 1986), costa-ricanischer FußballtorhüterKeylor Navas (* 1986)

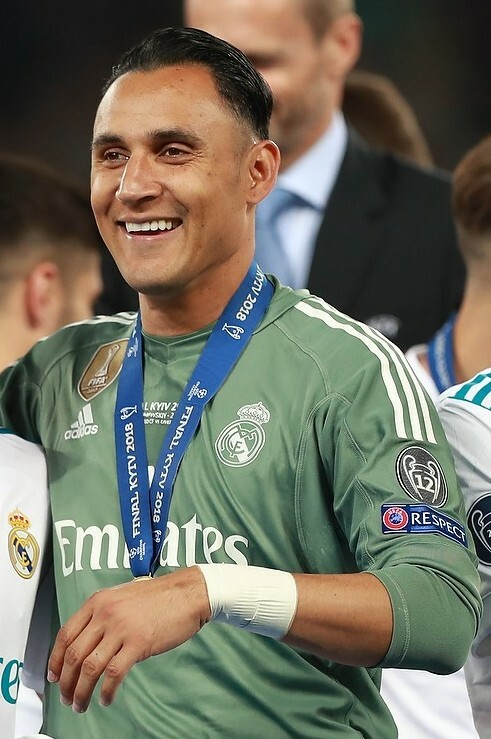
Keylor Navas (* 1986)

- Navas, Nora (* 1975), spanische Schauspielerin
- Navasky, Victor (1932–2023), US-amerikanischer Hochschullehrer
- Návay, Lajos (1870–1919), ungarischer Politiker, Großgrundbesitzer und Präsident des Abgeordnetenhauses

### Nave
- Nave, Dan (* 1960), israelischer Politiker (Likud-Block), Minister für Handel und Wirtschaft
- Nave, Johann (1831–1864), mährischer Naturforscher und Beamter
- Nave, Klaus-Armin (* 1958), deutscher Molekular- und Neurobiologe
- Nave-Herz, Rosemarie (* 1935), deutsche Soziologin
- Navè-Levinson, Pnina (1921–1998), israelische Judaistin und Autorin
- Naveau, Manuela (* 1972), österreichische Künstlerin und Kuratorin der Ars Electronica
- Naveau, Thekla (1822–1871), deutsche Frauenrechtlerin und Jugendbuchautorin
- Naveau, Vincent (* 1984), belgischer Biathlet
- Naveda, Santiago (* 2001), mexikanischer Fußballspieler
- Navedo, Andrea (* 1977), US-amerikanische Schauspielerin und Sängerin
- Naveen-ul-Haq (* 1999), afghanischer Cricketspieler
- Navega, Eduardo, brasilianischer Dirigent
- Naveh, Joseph (1928–2011), israelischer Paläograf, Epigraf, Archäologe und Hochschullehrer
- Navel, Georges (1904–1993), französischer Schriftsteller
- Naveriani, Elene (* 1985), georgische Filmregie- und -autorenperson
- Navero, Esther (* 2000), spanische Sprinterin
- Naves, Johann von († 1547), Reichsvizekanzler unter Karl V.
- Naves, Raymond (1902–1944), französischer Romanist, Literaturwissenschaftler und Résistant
- Navet, Éric (* 1959), französischer Weltmeister der Springreiter
- Navez, Arthur (1881–1931), belgischer Genre- und Stilllebenmaler
- Navez, François-Joseph (1787–1869), belgischer neoklassischer Maler und Kunstpädagoge

### Navi
- Navia Osorio y Vigil, Álvaro de (1684–1732), spanischer Diplomat, General und Militärschriftsteller
- Navia, Melissa (* 1984), kolumbianisch-US-amerikanische FilmschauspielerinMelissa Navia (* 1984)

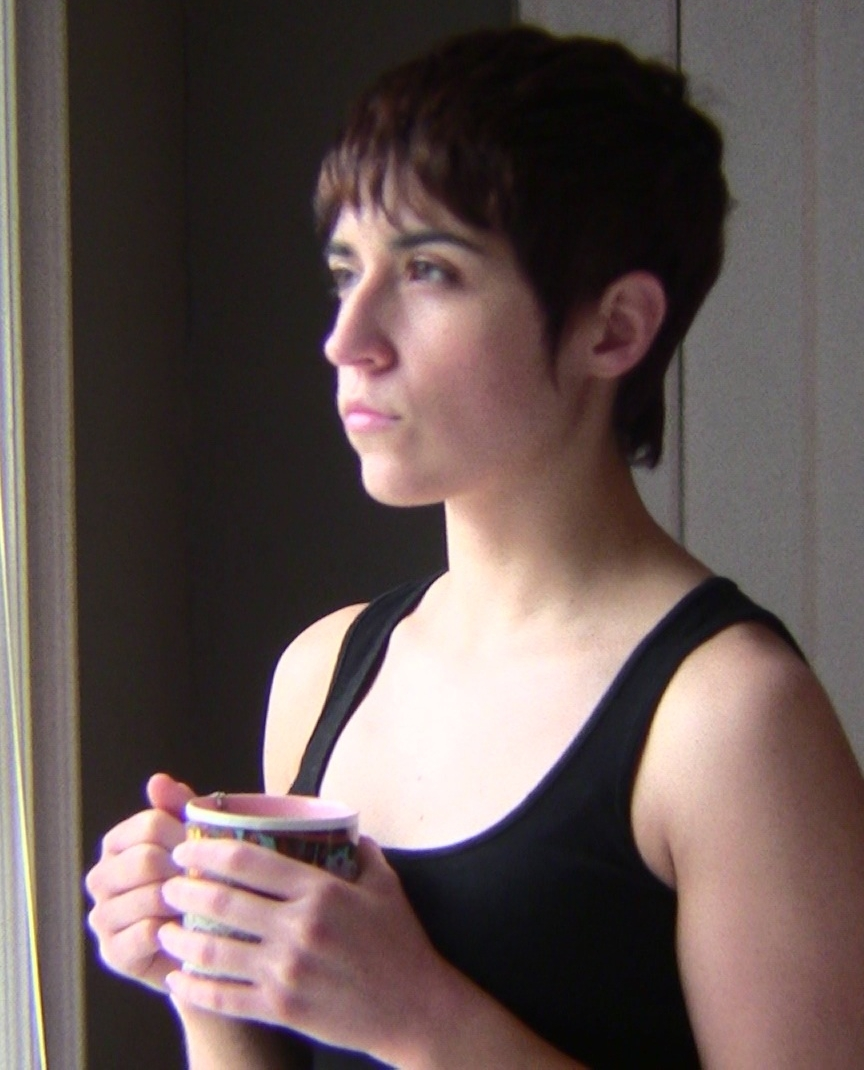
Melissa Navia (* 1984)

- Navia, Reinaldo (* 1978), chilenischer Fußballspieler
- Navickas, Alfonsas (* 1949), litauischer Politiker, Mitglied des Seimas
- Navickas, Andrius (* 1972), litauischer Journalist und Politiker (Tėvynės Sąjunga – Lietuvos krikščionys demokratai)
- Navickas, Kęstutis (* 1970), litauischer Politiker
- Navickas, Kęstutis (* 1984), litauischer Badmintonspieler
- Navickas, Vilius (* 1959), litauischer Politiker und Bürgermeister von Vilnius
- Navickas, Vytas (* 1952), litauischer Politiker
- Navickienė, Monika (* 1981), litauische konservative Politikerin
- Navidi, Sandra, deutsche Juristin, Gründerin und CEO von BeyondGlobal LLCSandra Navidi

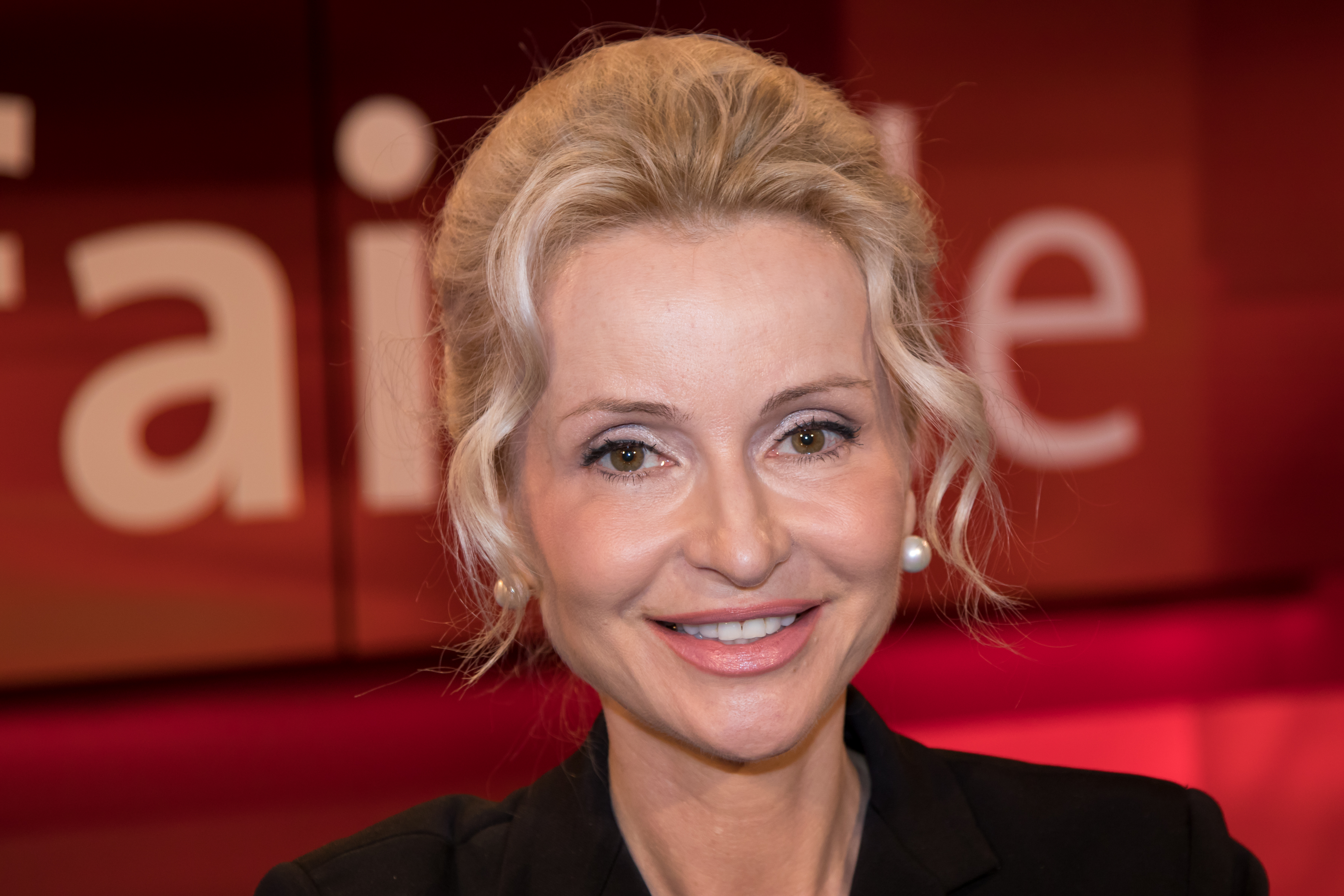
Sandra Navidi

- Navidkia, Moharram (* 1982), iranischer Fußballspieler
- Navier, Claude Louis Marie Henri (1785–1836), französischer Mathematiker, Physiker und Brückenbau-Ingenieur
- Naviglio, Luigi (1936–2001), italienischer Science-Fiction-Autor
- Navihères, Pierre († 1553), französischer Theologe und Märtyrer
- Nåvik, Stian (* 1985), norwegischer Biathlet
- Naville, Édouard (1844–1926), Schweizer Ägyptologe
- Naville, François (1883–1968), Schweizer Arzt
- Naville, Gustave (1848–1929), Schweizer Industrieller
- Naville, Henri A. (1875–1939), Schweizer Maschineningenieur
- Naville, Marcel (1919–2003), Schweizer Bankier, Präsident des Internationalen Komitees vom Roten Kreuz (1969–1973)
- Naville, Pierre (1904–1993), französischer Surrealist, Führer der französischen Trotzkisten, Politiker und Soziologe
- Naville, Suzanne (* 1932), Schweizer Biopsychologin
- Navillod, Mauro, italienischer Biathlet
- Navius Quadratus, Gaius, römischer Offizier (Kaiserzeit)

### Navo
- Navok, Lior (* 1971), israelischer klassischer Komponist und Dirigent
- Navon, Benjamin (* 1933), israelischer Diplomat
- Navone, Mariano (* 2001), argentinischer TennisspielerMariano Navone (* 2001)

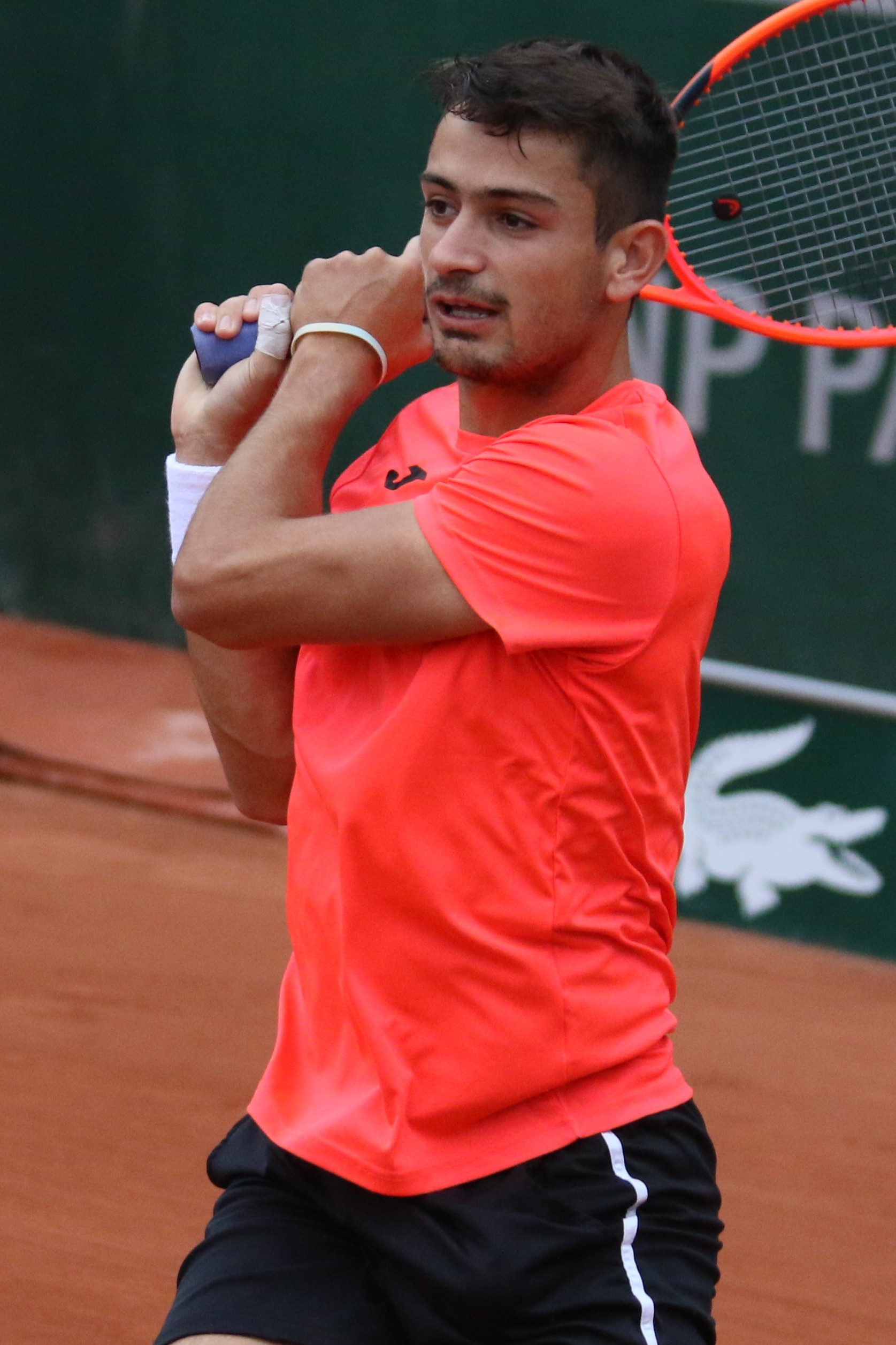
Mariano Navone (* 2001)

- Navone, Paola (* 1950), italienische Architektin und Designerin
- Navone, Victor (* 1970), US-amerikanischer Character-Animator bei Pixar

### Navr
- Navracsics, Tibor (* 1966), ungarischer Politiker, Mitglied des Parlaments
- Navrátil, Bohumil (1870–1936), tschechischer Historiker und Archivar
- Navratil, Ernst (1902–1979), österreichischer Gynäkologe
- Navrátil, Jakub (* 1984), tschechischer Fußballspieler
- Navrátil, Jan (* 1990), tschechischer Fußballspieler
- Navrátil, Jaromír (* 1963), tschechischer Fußballspieler
- Navrátil, Jaroslav (* 1957), tschechischer Tennisspieler
- Navrátil, Jiří (1923–2017), tschechischer Übersetzer, Publizist und bedeutender Pfadfinder
- Navrátil, Johann (1909–1992), österreichischer Chirurg
- Navrátil, Josef (1798–1865), tschechischer Maler und Dekorateur
- Navrátil, Karel (1867–1936), tschechischer Komponist
- Navratil, Leo (1921–2006), österreichischer Psychiater
- Navratil, Michel (1908–2001), französischer Philosoph und Hochschullehrer
- Navrátil, Miloslav (* 1958), tschechischer Dartspieler
- Navratil, Miroslav (1893–1947), kroatisches Fliegerass, General und Verteidigungsminister im Unabhängigen Staat Kroatien
- Navrátil, Miroslav (1913–1999), tschechoslowakischer Designer
- Navratil, Walter (1950–2003), österreichischer Künstler
- Navratilova, Martina (* 1956), tschechoslowakische, später US-amerikanische TennisspielerinMartina Navratilova (* 1956)

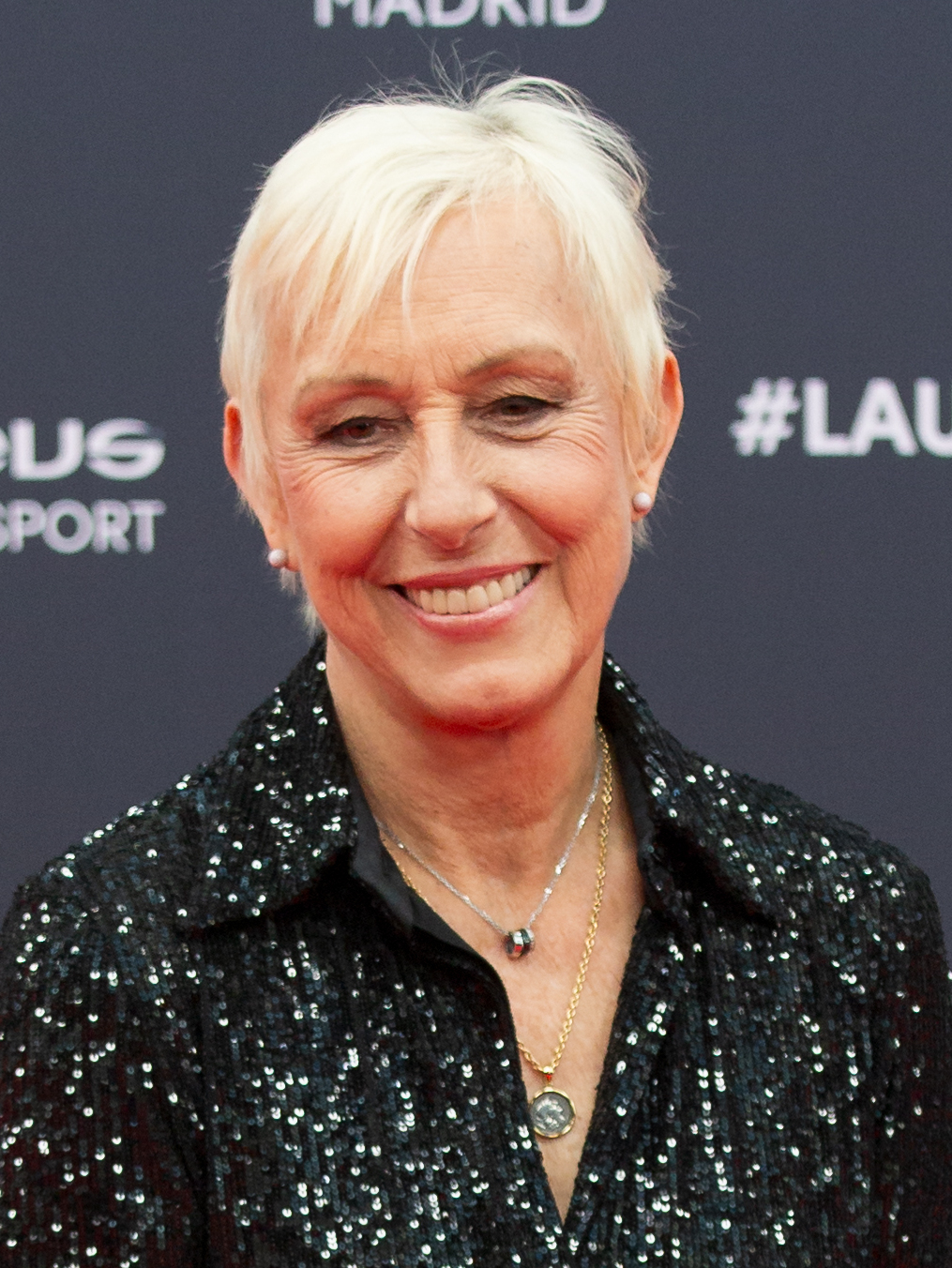
Martina Navratilova (* 1956)

- Navrotsky, Alexandra (* 1943), US-amerikanische Geochemikerin
- Navroʻzov, Ixtiyor (* 1989), usbekischer Ringer
- Navruz, Alp (* 1990), türkischer Schauspieler und Model